# Neporadza (Trenčín)
Neporadza es un municipio del distrito de Trenčín en la región de Trenčín, Eslovaquia, con una población estimada a final del año 2024 de 802 habitantes.
Se encuentra ubicado en el centro-norte de la región, cerca del río Váh (cuenca hidrográfica del Danubio) y de la frontera con la República Checa.

## Demografía
| Año        | 1994 | 2004    | 2014    | 2024    |
| ---------- | ---- | ------- | ------- | ------- |
| Población  | 835  | 773     | 797     | 802     |
| Diferencia |      | −7,42 % | +3,10 % | +0,62 % |

| Año        | 2023 | 2024    |
| ---------- | ---- | ------- |
| Población  | 794  | 802     |
| Diferencia |      | +1,00 % |